# Calamaria gervaisii
Calamaria gervaisii е вид влечуго от семейство Смокообразни (Colubridae).

## Разпространение
Видът е ендемичен за Филипинските острови. Среща се в островите Базилан, Катандауан, Себу, Лубанг, Лусон, Минданао, Миндоро, Негрос, Панай, Полило и Таблас.